# Víctor Erice
Víctor Erice, född 30 juni 1940 i Carranza, Biscaya, är en spansk filmregissör.

## Biografi
Erice studerade film i Madrid och gjorde en rad kortfilmer på 1960-talet. Han långfilmsdebuterade 1973 med dramat Bikupans ande, som utspelar sig på 1940-talet och handlar om en sexårig flicka som blir fixerad vid filmen Frankenstein. Filmen blev en internationell framgång. Erices andra långfilm, Södern, kom tio år senare. Den handlar om en flicka som växer upp och är fascinerad av sin fars mystiska bakgrund. Erices tredje långfilm är en dokumentär om den spanske konstnären Antonio López García. Filmen, med titeln El sol del membrillo, tävlade vid filmfestivalen i Cannes 1992, där den vann Jurypriset och FIPRESCI-priset.

## Filmer i urval
- Bikupans ande (El espíritu de la colmena) (1973)
- Södern (El sur) (1983)
- El sol del membrillo (1992)
- La morte rouge (2006) - novellfilm